# Rab11
La Rab11 és una proteïna que forma part de la família Rab, i conseqüentment és una proteína que intervé en el transport intracel·lular.

## Funcions
Les Rab11 s'associen principalment amb els endosomes de reciclatge perinuclear  (és a dir, regulen el reciclatge de proteïnes endocitades), i també regulen directament l'exocitosi vesicular a la membrana plasmàtica.